# Rivière Pyke
Pour les articles homonymes, voir Pyke.
La rivière Pyke est un cours d'eau dans la région administrative de Chaudière-Appalaches, au Québec, au Canada. Elle est un affluent de la rivière Etchemin laquelle coule vers le nord-ouest pour se déverser sur la rive sud du fleuve Saint-Laurent.
La rivière Pyke coule vers le nord-est en traversant les municipalités de Frampton, dans La Nouvelle-Beauce et de Saint-Malachie, dans Bellechasse.

## Géographie
La rivière est notamment alimentée par le ruisseau Turcotte (lequel prend sa source dans le lac O'Neil) ainsi que la décharge du lac Baxter,.
La rivière Pyke se jette dans la rivière Etchemin à environ 2 km au sud-ouest village de Saint-Malachie. Le Conseil de bassin de la rivière Etchemin qualifie ce cours d'eau de « tributaire important de la rivière Etchemin ».
La rivière Pyke reçoit les égouts de Frampton. Depuis 1979, une station d'épuration intercepte les eaux usées pour les traiter avant de les y rejeter. Auparavant, les eaux du réseau d'égout se déversaient directement dans la rivière.

## Toponymie
L'hydronyme rappelle George Pyke, l'un des associés qui a promu le développement du canton de Frampton au xixe siècle. Il a été officialisé le 5 décembre 1968 par le gouvernement du Québec, sur recommandation de sa Commission de Géographie. Il était néanmoins en usage depuis le xixe siècle.